# IC 4271/2
IC 4271/2 је галаксија у сазвијежђу Ловачки пси која се налази на листи објеката дубоког неба у Индекс каталогу.
Деклинација објекта је + 37° 24' 35" а ректасцензија 13h 29m 21,3s. Привидна величина (магнитуда) објекта IC 4271 износи 15,3 а фотографска магнитуда 16,3. IC 42712 је још познат и под ознакама MCG 6-30-15, CGCG 190-12, VV 355, ARP 40, PGC 3096774.